# Merveilles à Montfermeil
Pour plus de détails, voir Fiche technique et Distribution.
Merveilles à Montfermeil est un film français écrit et réalisé par Jeanne Balibar, sorti en 2019.

## Fiche technique
- Titre original : Merveilles à Montfermeil
- Réalisation : Jeanne Balibar
- Scénario : Jeanne Balibar
- Photographie : André Chemetoff
- Montage : Caroline Detournay
- Son : Mathieu Villien
- Costumes : Elsa Capus
- Décors : Carole Theodoly
- Musique : David Neerman
- Production : Mathieu Amalric, Martine Marignac, Isaac Sharry
- Sociétés de production : Film(s) et Vito Films
- SOFICA : Cinécap 2, Cinémage 13
- Distribution : Les Films du Losange
- Pays d'origine :  France
- Langue : Français, Arabe, Turc, Lingala, Soninke, Tamil
- Format : couleur — 1,85:1 — Dolby Digital
- Genre : Comédie dramatique
- Durée : 109 minutes
- Dates de sortie :
  - Suisse : 15 août 2019 (Festival de Locarno)[1]
  - France : 8 janvier 2020

## Distribution
- Jeanne Balibar : Joëlle Mrabti
- Ramzy Bedia : Kamel Mrabti
- Emmanuelle Béart : Emmanuelle Joly
- Mathieu Amalric : Benoît Survenant
- Bulle Ogier : Delphine Souriceau
- Marlène Saldana : Marylin Bouazzi
- Florence Loiret Caille : Juliette Bedoult
- Philippe Katerine : Préfet Franceschini
- Jean-Quentin Chatelain : Jean-Michel Dupin
- Mounir Margoum : Selim Bouazzi
- Denis Mpunga : Souleymane N'Gon M'ba
- Valérie Dréville : Virginie Jaffret
- François Chattot : Denis Jaffret
- Anthony Bajon : Guillaume Dessailly

## Production
Premier long métrage en tant que réalisatrice de Jeanne Balibar – après un film expérimental sur le théâtre intitulé Par exemple, Électre (2013) et coréalisé avec Pierre Léon –, Merveilles à Montfermeil est une comédie loufoque écrite par l'actrice-réalisatrice,,. Le titre du film fait référence au lieu de rencontre, dans la forêt de Montfermeil, entre Jean Valjean et Cosette dans Les Misérables de Victor Hugo. Jeanne Balibar déclare avoir délibérément voulu que son film soit une « utopie » basée sur la possibilité d'« une autre économie avec d’autres langues » que l'anglais et se situe dans un « endroit délaissé voire martyrisé par la République » mais qui ne soit pas dépourvu d'une « réalité enchanteresse ».

Le choix des acteurs pour les deux rôles principaux repose, selon Jeanne Balibar, pour Emmanuelle Béart sur sa crédibilité de « proposer un tel sérieux sur la chose politique » et pour Ramzy Bédia sur son « incarnation du citoyen idéal, à la James Stewart » rendant ainsi possible une « comédie de réconciliation sociale à l'américaine comme celles de Frank Capra ». En plus des dix acteurs professionnels, Jeanne Balibar fait jouer une centaine d'habitants des deux communes de tournage avec lesquels elle avait travaillé durant la période 2012-2013 lors d'ateliers bimensuels qu'elle a animés au centre social de la Dhuys avec la musicothérapeute et chanteuse Emmanuelle Parrenin ainsi que le chorégraphe Jérôme Bel,,. Pour le tournage, la réalisatrice déclare : 

« Puisque ce film était l’histoire d’une utopie, je voulais que le tournage soit l’expérience d’une utopie »

— Jeanne Balibar
Le projet est financé par l'avance sur recettes à hauteur de 450 000 euros dès novembre 2013 mais le montage financier ne peut se réaliser avant que Mathieu Amalric (Film(s)) et Martine Marignac (Pastorale Productions), s'investissent dans le projet en 2018 pour un million d'euros. L'ensemble du projet met au total sept ans à se mettre en place. Bien que le budget ne soit pas bouclé avant le début du tournage, celui-ci se déroule du 28 mai au 7 juillet 2018 à Montfermeil (dans le parc du château des Cèdres, à l'hôpital de Montfermeil), Clichy-sous-Bois (dans la mairie) et dans la forêt de Bondy,.

## Sorties et réception

### Sorties nationales
Le film est présenté pour la première fois le 15 août 2019 lors du festival de Locarno en Suisse dans le cadre de la section des « Cinéastes du présent ». Sa sortie généralisée en France, initialement prévue pour le 4 décembre,, est reportée au 8 janvier 2020.

### Accueil critique
Les Inrockuptibles a beaucoup aimé le film : « Jeanne Balibar nous enchante en naviguant entre comédie, gravité et militantisme bienveillant. »
Première a détesté ce film: « Un vent de folie souffle qui emporte tout, l’intelligibilité du récit, la justesse des acteurs et notre patience. »
Au Masque et la plume, le film est éreinté par les critiques présents : un « humour catastrophique » et une cruelle absence de rythme pour Michel Ciment, « un film sur-joué », « ivre de lui-même », rempli d'idées jamais équilibrées, pour Sophie Avon; une « fantaisie laborieuse » où « rien ne marche », et « qui met dans une colère noire » pour Éric Neuhoff; une « catastrophe » d'un « ennui abyssal », dans laquelle « rien n'est sauvable », dont la fantaisie forcée est véhiculée par des acteurs en surchauffe mais dépourvus du moindre sens du rythme pour Charlotte Lipinska.

## Sélection
- Festival international du film de Locarno 2019 : sélection en section Cineasti del presente[15]